# Ван Хорн (Ајова)
Ван Хорн (енгл. Van Horne) град је у америчкој савезној држави Ајова. По попису становништва из 2010. у њему је живело 682 становника.

## Демографија
Према попису становништва из 2010. у граду је живело 682 становника, што је -34 (-4.7%) становника више него 2000. године.
| Група             | 2000.       | 2010.       |
| Белци             | 695 (97,1%) | 670 (98,2%) |
| Афроамериканци    | 6 (0,8%)    | 0 (0,0%)    |
| Азијати           | 3 (0,4%)    | 1 (0,1%)    |
| Хиспаноамериканци | 4 (0,6%)    | 6 (0,9%)    |
| Укупно            | 716         | 682         |